# Cantagiro 1964
La terza edizione del Cantagiro iniziò il 26 giugno 1964 e finì l'11 luglio dello stesso anno.

## La manifestazione
Tra i cantanti in gara doveva, in origine, esserci anche Loris Banana (così definito in un articolo dal giornalista Gianni Roghi: "L'uovo fresco da bere viene cantato da un certo Loris Banana, ragazzino magrissimo e del tutto svitato, guardato con perplessità dal direttore d'orchestra Gorni Kramer"), con la canzone L'uovo fresco: il brano però, scritto per una campagna pubblicitaria che invitava a consumare uova fresche da bere, viene dalla Rai considerato pubblicità, per cui si decide di trasmetterlo ma a condizione che sia fuori gara.

## Tappe
- 26 giugno 1964 - Ancona
- 27 giugno 1964 - Terni
- 28 giugno 1964 - Pescara
- 29 giugno 1964 - Fermo
- 30 giugno 1964 - Cervia
- 1º luglio 1964 - Venezia-Mestre
- 2 luglio 1964 - Comerio
- 3 luglio 1964 - Alessandria
- 4 luglio 1964 - Modena
- 5 luglio 1964 - Sestri Levante
- 6 luglio 1964 - Marina di Massa
- 7 luglio 1964 - Perugia
- 8 luglio 1964 - Roma
- 9 luglio 1964 - Salerno
- 10 luglio 1964 - Fiuggi

Finalissima
- 11 luglio 1964 - Fiuggi

## Elenco delle canzoni

### Girone "A"
| Posizione | Interprete        | Canzone                        | Casa Discografica | Voti ricevuti |
| --------- | ----------------- | ------------------------------ | ----------------- | ------------- |
| 1°        | Gianni Morandi    | In Ginocchio Da Te             | RCA Italiana      | 711           |
| 2°        | Michele           | Ti Ringrazio Perché            | RCA Italiana      | 692           |
| 3°        | Little Tony       | Non Aspetto Nessuno            | Durium            | 668           |
| 4°        | Pino Donaggio     | Capirai                        | Columbia          | 663           |
| 5°        | Betty Curtis      | Scegli Me O Il Resto Del Mondo | CGD               | 648           |
| 6°        | Nini Rosso        | Son Qui Ad Aspettarti          | Sprint            | 630           |
| 7°        | Robertino         | L'Innocenza                    | Carosello         | 619           |
| 8°        | Edoardo Vianello  | Tremarella                     | RCA Italiana      | 602           |
| 9°        | Fabrizio Ferretti | Ma Quando Sono Al Mare         | Ri-Fi             | 585           |
| 10°       | Piero Focaccia    | Mia Sorella                    | CGD               | 573           |
| 11°       | Cocki Mazzetti    | La Fine Di Tutto               | Primary           | 569           |
| 12°       | Isabella Iannetti | Va...Tu Sei Libero             | Durium            | 567           |
| 13°       | Donatella Moretti | La Legge Dell'Amore            | RCA Italiana      | 555           |
| 13°       | Gino Paoli        | Lei Sta Con Te                 | RCA Italiana      | 555           |
| 15°       | Lando Fiorini     | Sempre Qui                     | Ricordi           | 485           |

### Girone B
1. Paolo Mosca - La voglia dell'estate
2. Dino - Eravamo amici

- Fausto Leali - La campagna in città
- Giancarlo Guardabassi - Se ti senti sola
- Giancarlo Silvi - E così sia
- Gilla - La corsa
- Guido Russo - Per amore di un amore
- I Gemelli - Forza amici, tutti qui
- Ico Cerutti - L'uomo del banjo
- La Cricca - Il surf delle mattonelle
- Lucio Dalla - Lei (non è per me)
- Mike Fusaro - Il mio amore
- Nicola Di Bari - Amore ritorna a casa
- Paula - Son già 3 ore che ti aspetto
- Renato Arruk - Sì, passerà
- Roby Ferrante - Non ti ricordi più

### Fuori concorso
- Loris Banana - L'uovo fresco